# 1953 en littérature de science-fiction
En 1953 la littérature de science-fiction a été marquée par les événements suivants.

## Romans
- Fahrenheit 451, roman de Ray Bradbury
- Seconde Fondation (Second Foundation), roman d'Isaac Asimov
- Question de poids (Mission of Gravity), roman de Hal Clement

## Recueils de nouvelles ou anthologies
- Contes de l'absurde de Pierre Boulle

## Nouvelles
- Comment fut découvert Morniel Mathaway, écrite par William Tenn
- La Libération de la Terre, écrite par William Tenn
- Les Neuf Milliards de noms de Dieu, écrite par Arthur C. Clarke
- Les Spécialisés, écrite par Robert Sheckley
- Le Poison d'un homme, écrite par Robert Sheckley
- Une nuit interminable de Pierre Boulle

## Bandes dessinées ou mangas
- Objectif Lune d'Hergé